# 多久聖廟バスストップ

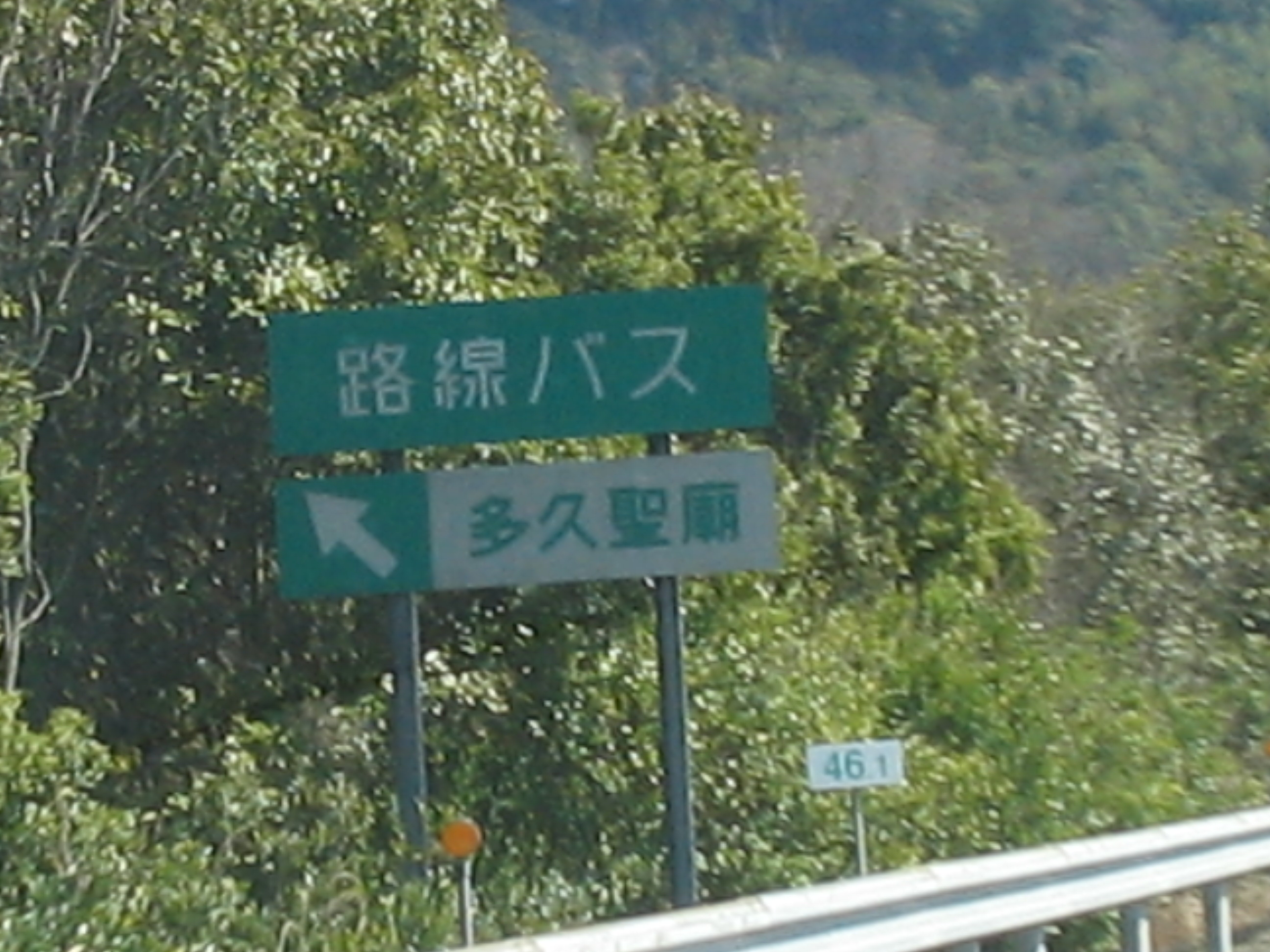
多久聖廟バスストップの案内標識

多久聖廟バスストップ（たくせいびょうバスストップ）は、佐賀県多久市の長崎自動車道上にあるバス停。2008年（平成20年）現在ではこのバス停に停車する高速バスは存在せず、西日本高速道路（NEXCO西日本）の管理用施設に転用されている。

## 周辺
- 多久聖廟

## 隣
E34 長崎自動車道
(5) 武雄北方IC - (PA) 多久西PA - (BS) 多久聖廟BS - (4) 多久IC - (PA) 小城PA - (3) 佐賀大和IC - (SA) 金立SA/BS